# Sint-Corneliuskerk (Den Hout)
De Sint-Corneliuskerk is de voormalige rooms-katholieke parochiekerk van het kerkdorp Den Hout, in de Nederlandse gemeente Oosterhout. Het kerkgebouw en de geloofsgemeenschap maken deel uit van de Sint-Catharinaparochie. 
De kerk werd in 1878 gebouwd op de plaats waar tot die tijd een schuurkerk had gestaan. Ze werd in 2016 aan de eredienst onttrokken.

## Geschiedenis
Er bestond in de 14e eeuw reeds een kapel in Den Hout, die gewijd was aan Antonius Abt. Deze kapel behoorde bij een gasthuis. Het is onzeker of deze in 1336 door Willem van Duivenvoorde is gesticht of dat diens zoon dat in 1385 heeft gedaan. 
Tijdens de Tachtigjarige Oorlog werd het gasthuis verwoest en raakte de kapel in verval. De grond waarop gasthuis en kapel hadden gestaan werd in 1805 tot begraafplaats ingericht. In 1787 werd een schuurkerk gebouwd, toen Den Hout het recht kreeg om een zelfstandige parochie op te richten. In 1836 onderging de schuurkerk een flinke verbouwing. Het dak werd verhoogd en de kerk kreeg een toren met klokken.
Veertig jaar later werd de huidige Corneliuskerk gebouwd. Deze kerk was een van de eerste werken van architect P.J. van Genk, de belangrijkste architect van kerken in het bisdom Breda in de laatste drie decennia van de 19e eeuw. Van Genk ontwierp de kerk in 1877, in een voor Nederland unieke neogotische stijl die sterk was beïnvloed door de Belgische neogotiek. Dezelfde stijl zou hij gedurende de rest van zijn carrière hanteren.
De kerk werd op zondag 16 september 1878 ingewijd door Mgr. Van Beek, bisschop van Breda. Bij de inwijding zag de kerk er tamelijk sober uit; alleen het allernoodzakelijkste was aangebracht. De vele kunstwerken die de kerk nu rijk is, werden dankzij de gulheid van de parochianen in de eerste decennia die volgden op de inwijding aangebracht. De muurschilderingen zijn van P.J.H. Cuypers en dateren uit 1908. Voor de kerk staat een Heilig Hartbeeld (1924). Kerk en interieur werden in 1987 geheel gerestaureerd.

## Sluiting en mogelijke aankoop kerkgebouw door bewoners
Omdat de parochie deze kerk wilde sluiten, had een groep inwoners van Den Hout het plan opgevat om de kerk aan te kopen. De onttrekking aan de eredienst was per 18 december 2016 een feit.

## Galerij

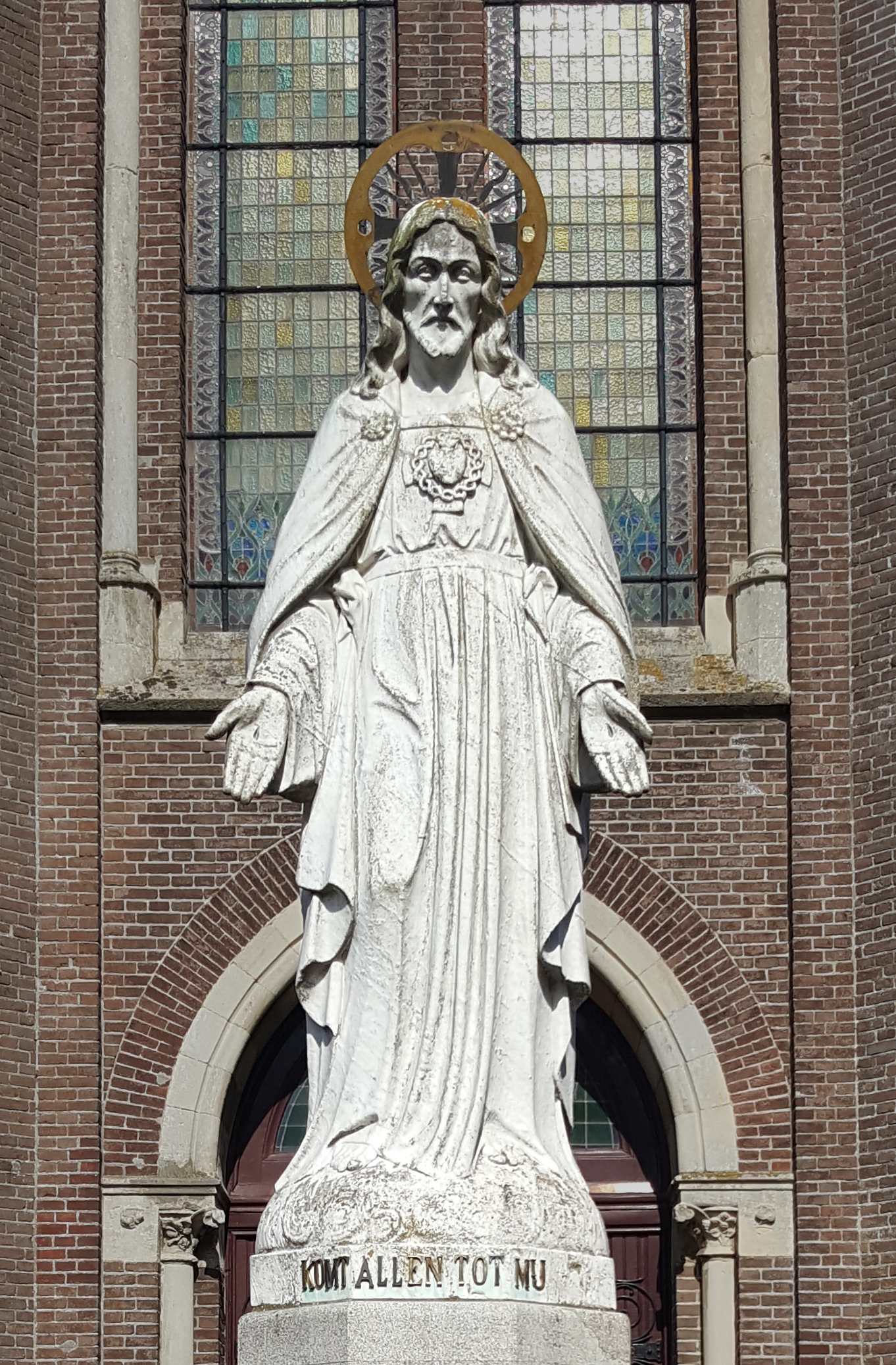
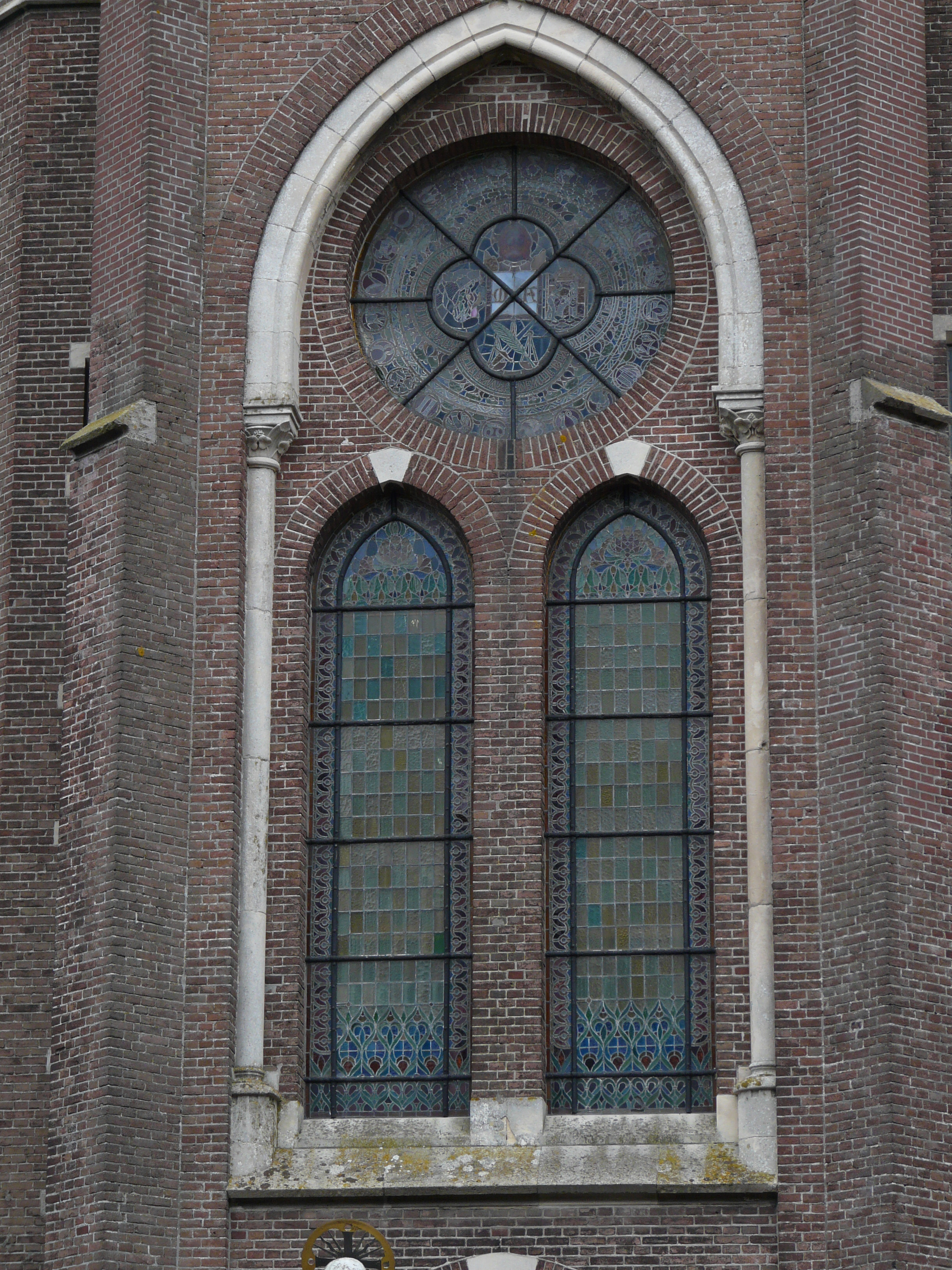
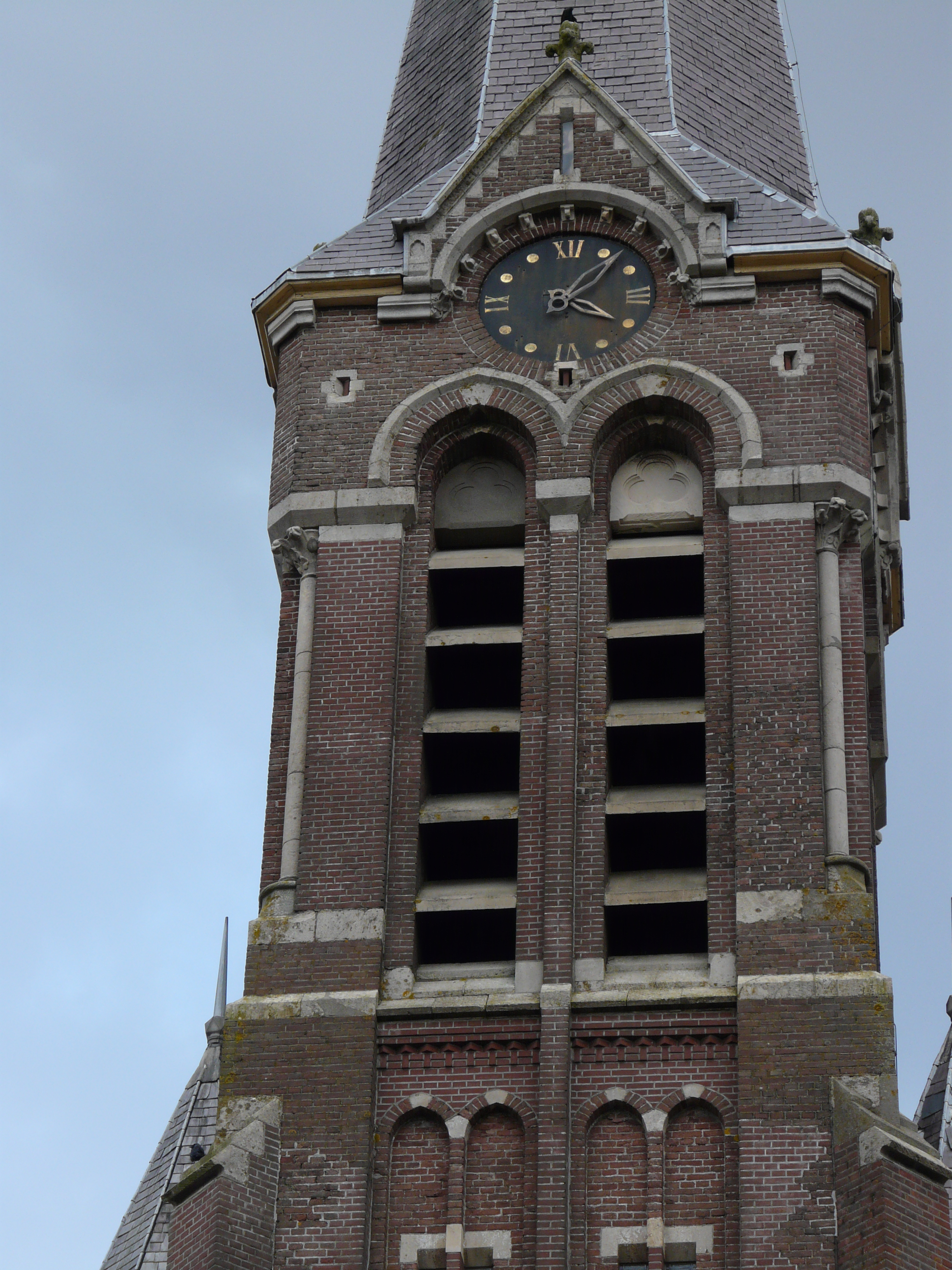